# Oeffelt
Oeffelt est un village situé dans la commune néerlandaise de Boxmeer, dans la province du Brabant-Septentrional. Le 1er janvier 2008, le village comptait 2 327 habitants.
Le 1er janvier 1994, la commune d'Oeffelt est rattachée à la commune de Boxmeer.

## Notes et références

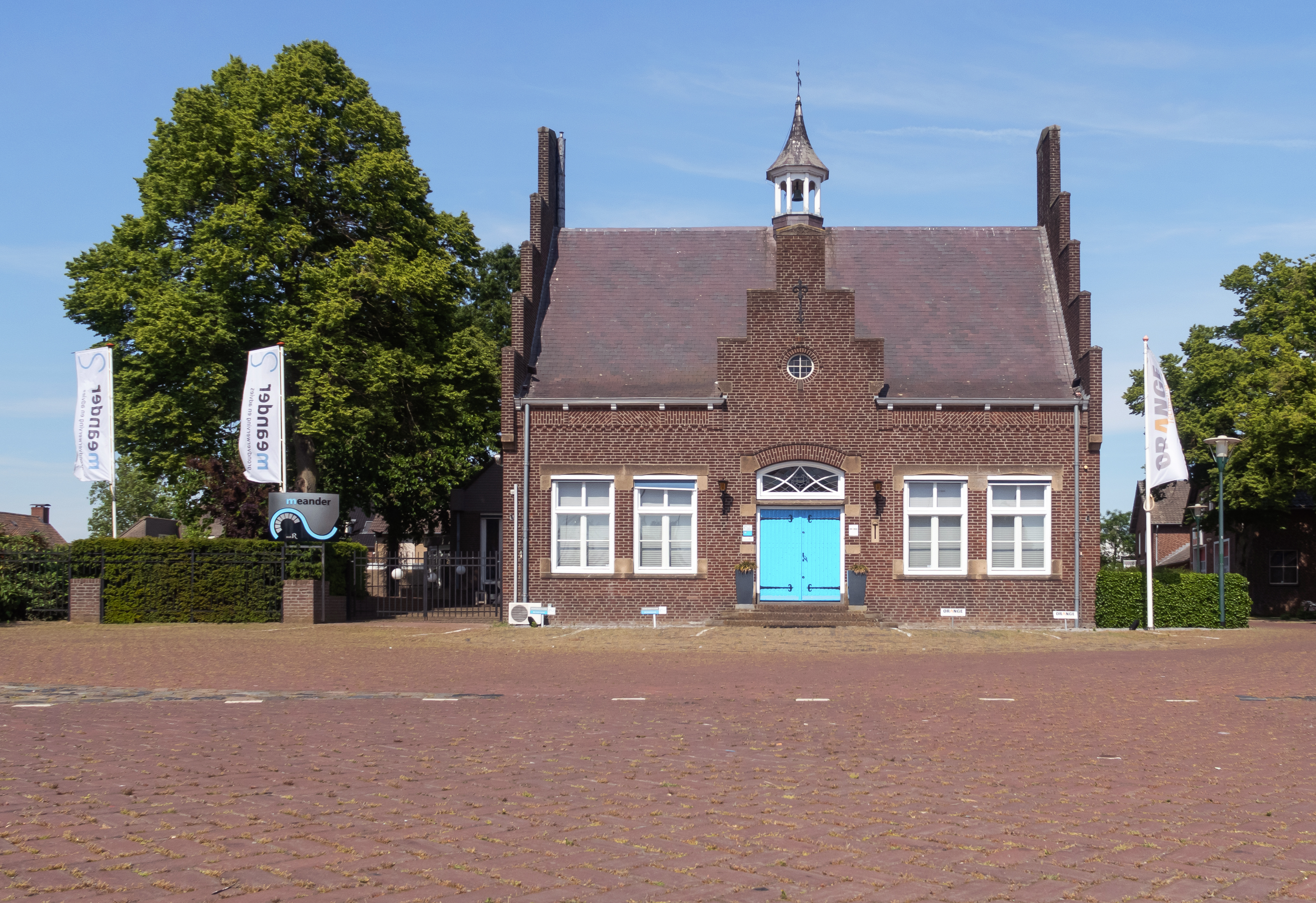
Oeffelt, le bâtiment commercial à la Raaduisplein

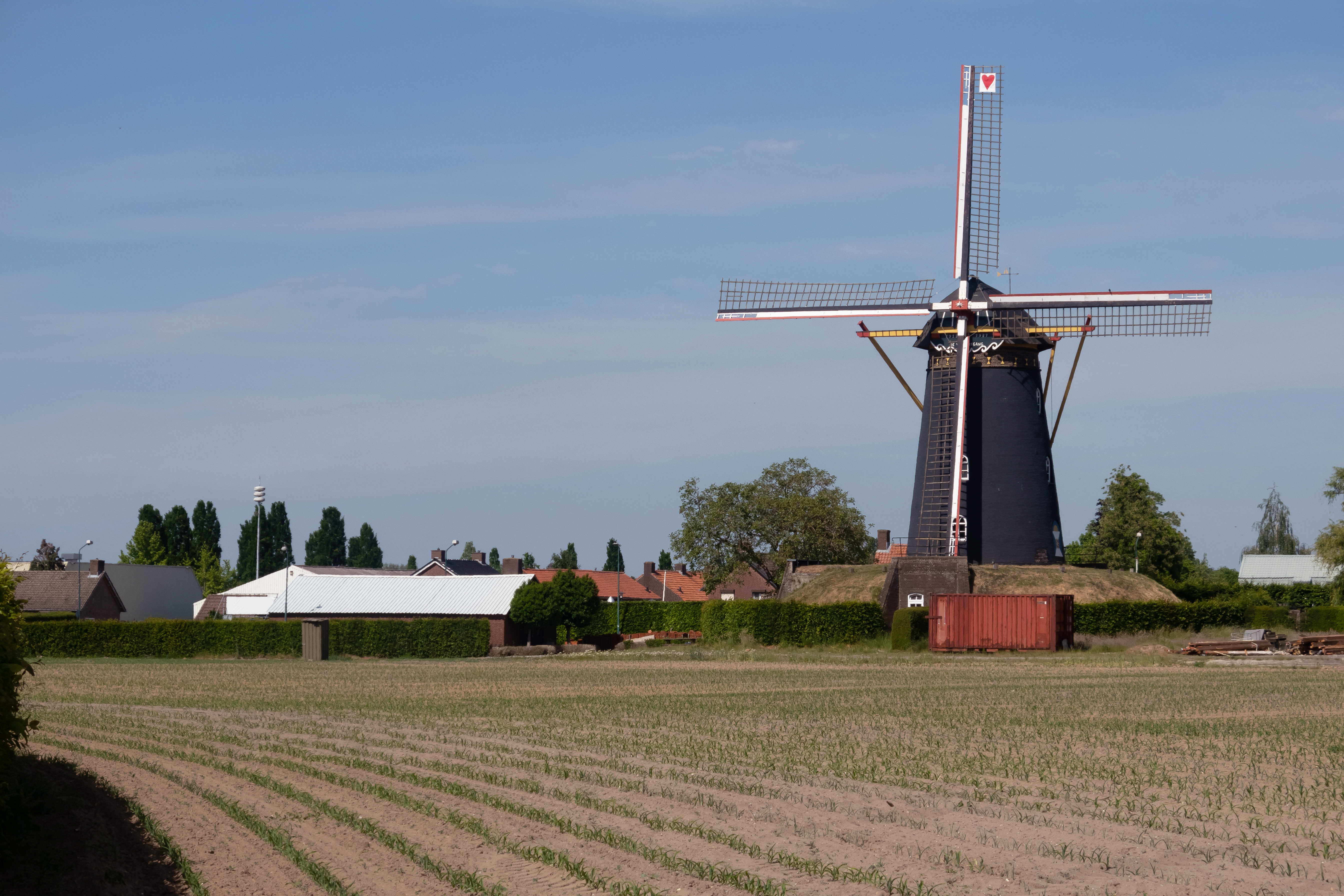
Oeffelt, le moulin : molen de Vooruitgang